# Atentados del metro de Moscú de 2010
Los atentados de Moscú del 29 de marzo de 2010 (Взрывы в московском метро 2010 года en ruso) fueron dos ataques terroristas suicidas con bombas que se produjeron durante la mañana de ese día en el metro de Moscú (Rusia). El primero ocurrió a las 7:56 (hora local) en la estación Lubianka, cerca del Kremlin y también muy cerca del cuartel general del Servicio Federal de Seguridad ruso (FSB). El segundo atentado se perpetró a las 8:39 en la estación de Parque Kultury. Según el FSB, las bombas eran portadas por dos mujeres terroristas suicidas (llamadas shahidkas o viudas negras), al parecer procedentes del Cáucaso Norte
Según la agencia de noticias RIA Novosti, la cantidad de explosivos empleada en cada uno de los dos atentados era equivalente a unos dos kilos de trinitrotolueno.

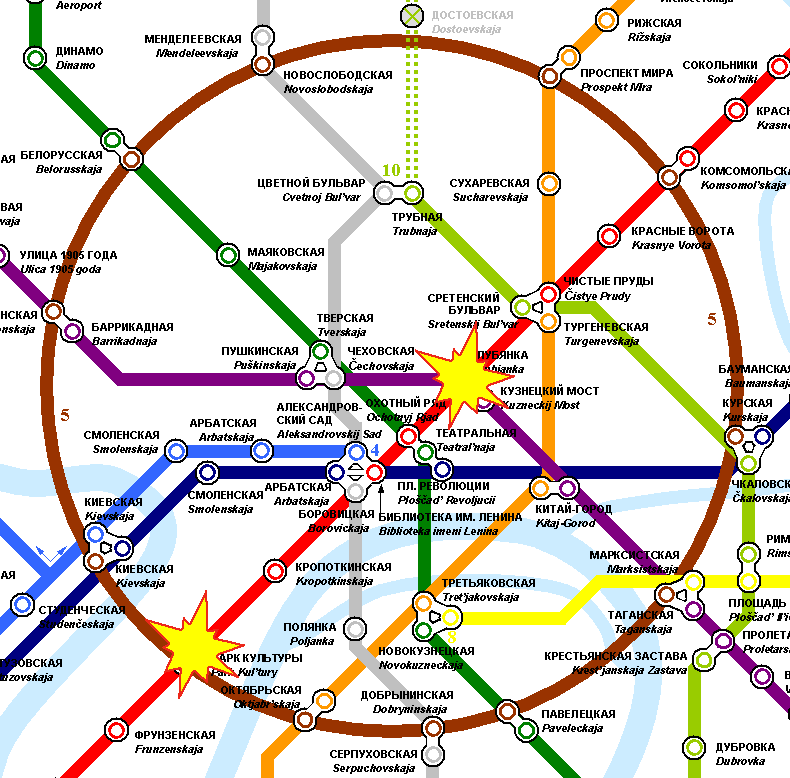
Localizaciones de los ataques, en el mapa del metro

## Reacciones
- Rusia - El presidente checheno, Ramzan Kadyrov, dijo: "Nuevamente, el terrorismo apuesta por desafiar a la sociedad. Los organizadores del atentado y sus ejecutores, sean quienes sean, están tratando de provocar el caos, llevando a Rusia hacia el abismo del temor y la desconfianza, buscando socavar su economía. No debe haber gente indiferente en la lucha contra este mal. El mal no elige sus víctimas en función de las características nacionales, religiosas o raciales [...] Durante este difícil día para el pueblo de Rusia, declaramos con toda responsabilidad que lucharemos contra los terroristas hasta que sean completamente destruidos. Es imposible erradicar el mal solo por la persuasión", dijo, añadiendo que los culpables de los ataques "deben ser encontrados y castigados".[12]

- Rusia - Vitaly Petrov, el primer piloto ruso de Fórmula 1, corrió el Gran Premio de Malasia de 2010 con un brazalete negro en solidaridad a las víctimas.